# Rater fosc
El rater fosc (Submyotodon caliginosus) és una espècie de ratpenat de la família dels vespertiliònids. Viu a la zona indomalaia.

## Descripció

### Dimensions
És un ratpenat de petites dimensions, amb una llargada de cap a gropa de 43-47 mm, els avantbraços de 32,5-34 mm, la cua de 38-39 mm, les potes de 7 mm i les orelles de 13-14,5 mm.

### Aspecte
El pelatge és llarg, tou i sedós. El color general del cos és negrós, amb les puntes dels pèls dorsals groc-marronoses brillants i les ventrals marró-grisenques. El musell és curt, punxegut i cobert completament de pèls. Dos flocs de pèls llargs s'estenen lateralment per sobre del llavi superior com si fossin bigotis. Les orelles són relativament curtes, estretes i amb l'extremitat arrodonida i una cavitat a la vora posterior a la base a sobre d'un lòbul rodó. El tragus fa menys de la meitat de la llargada del pavelló auricular. El marge anterior és recte, el posterior és corb i té una cavitat distinta a la base. Les membranes alars són de color marró fosc i cobertes de files de petites taquetes clares. Estan acoblades posteriorment a la base dels dits dels peus, que són petits. La cua és llarga i inclosa completament a l'ample uropatagi.

## Biologia

### Alimentació
S'alimenta d'insectes.

## Distribució i hàbitat
La seva distribució s'estén pel nord-est de l'Afganistan, el nord del Pakistan, el Nepal, Bhutan, els estats indis d'Himachal Pradesh, Assam, Jammu i Kashmir, Jharkhand, Meghalaya, Mizoram, Uttarakhand, Sikkim i Bengala Occidental, així com el centre-sud de la província xinesa del Tibet.

## Estat de conservació
Aquesta espècie ha estat avaluada per la Unió Internacional per a la Conservació de la Natura (UICN) com a subespècie de Myotis muricola.